# 1.ª División de Ejército (Argentina)
La 1.ª División de Ejército "Tte. Grl. Juan Carlos Sánchez" (D Ej 1) es una división del Ejército Argentino con asiento en Curuzú Cuatiá. Es una gran unidad de batalla dependiente del Comando de Adiestramiento y Alistamiento del Ejército.
Esta división tiene asiento en la guarnición de ejército de Curuzú Cuatiá, Provincia de Corrientes, junto al Batallón de Inteligencia 121 y el Hospital Militar Curuzú Cuatiá "General de Brigada Dr. Manuel Biedma". Su comandante actual es el General de Brigada Héctor César Tornero.
Su jurisdicción abarca las provincias de Entre Ríos, Corrientes, Misiones, Santa Fe, Santiago del Estero, Chaco, Tucumán, Formosa, La Rioja, Catamarca, Salta, Jujuy,

## Historia

### Orgánica
La 1.ª División tiene como antecedente al II Cuerpo de Ejército "Tte. Grl. Juan Carlos Sánchez" de Rosario, creado el 15 de diciembre de 1960.
El 1 de enero de 2011, se constituyó la 1.ª División de Ejército por Resolución 1633/2010 de la ministra de Defensa Nilda Garré. A la sazón el comando estaba integrado por la II Brigada Blindada, la XII Brigada de Monte y el Destacamento 3.
En el año 2013 es creada la III Brigada de Monte de Resistencia, conformando la división con tres brigadas del ejército.

## Organización

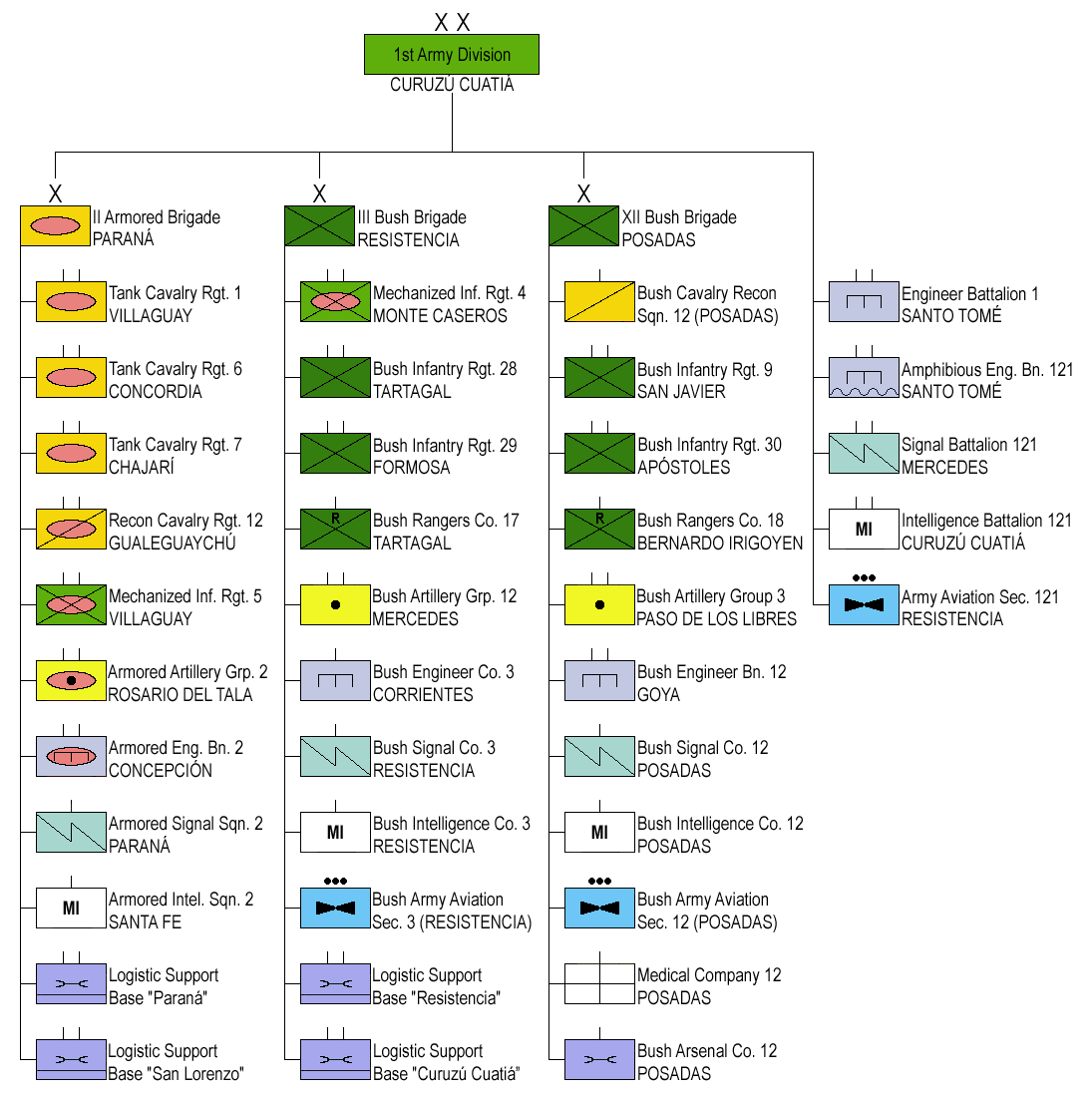
1.ª División de Ejército organización 2020

La composición, despliegue de paz y relaciones orgánicas de comando de la 1.ª División de Ejército «Teniente General Juan Carlos Sánchez» (D Ej 1) es la siguiente:
- Comando de la 1.ª División de Ejército «Teniente General Juan Carlos Sánchez» (Cdo D Ej 1). Guar Ej Curuzú Cuatiá (CR).[7][nota 2] Bajo dependencia directa de este comando se hallan 3 grandes unidades de combate y varios elementos independientes (formaciones):[6][7]

Formaciones
- Batallón de Comunicaciones 121 «Coronel de Guardias Nacionales Doctor Adolfo Alsina» (B Com 121). Guar Ej Mercedes (CR).[8][nota 3]
- Batallón de Inteligencia 121 (B Icia 121). Guar Ej Curuzú Cuatiá (CR).[nota 4]
- Destacamento de Vigilancia Cuartel «Crespo» (Dest Vig Cu Crespo). Cu Ej Crespo (ER).[nota 5][10]
- Destacamento de Vigilancia Cuartel «Guadalupe» (Dest Vig Cu Guadalupe). Guar Ej Santa Fe (SF).[nota 6][11]

## Elementos dependientes
Grandes unidades de combate:
- II Brigada Blindada (Br Bl II) en Paraná.
- III Brigada de Monte (Br Mte III) en Resistencia.
- XII Brigada de Monte (Br Mte XII) en Posadas.